# Cibaregbeg (Sagaranten)
Cibaregbeg is een bestuurslaag in het regentschap Sukabumi van de provincie West-Java, Indonesië. Cibaregbeg telt 5342 inwoners (volkstelling 2010).